# Amphiura brevispina
Amphiura brevispina är en ormstjärneart som beskrevs av Marktanner-Turneretscher 1887. Amphiura brevispina ingår i släktet Amphiura och familjen trådormstjärnor. Inga underarter finns listade i Catalogue of Life.